# Jackson megye (Arkansas)
Jackson megye az Amerikai Egyesült Államokban, azon belül Arkansas államban található. Megyeszékhelye és legnagyobb városa Newport. Lakosainak száma 16 755 fő (2020. április 1.). Jackson megye Lawrence, Woodruff, Craighead, Poinsett, Cross, Independence és White megyékkel határos.

## Népesség
A megye népességének változása:
| Lakosok száma | 18 050 | 17 818 | 17 619 | 17 615 | 17 338 | 16 755 |
|               | 2010   | 2011   | 2012   | 2013   | 2015   | 2020   |